# Junibevægelsen mod Union
JuniBevægelsen var en dansk EU-kritisk rörelse som i Europaparlamentet var representerad av Hanne Dahl. Junibevægelsen motsatte sig att mer makt överlämnades till EU, som organisationen ville utveckla till ett demokratisk, öppet och transparent samarbete.
Organisationen var tvärpolitisk och deltog endast i Europaparlamentsval där partibokstaven var J. I parlamentet deltog Junibevægelsen i gruppen Oberoende/Demokrati (IDD) tillsammans med bland annat svenska Junilistan. Junibevægelsen var även en av de drivande krafterna i EUDemokraterna. I Europaparlamentsvalet 2009 misslyckades partiet med att erhålla något mandat, och partiet avvecklades därför i september 2009.

## Politik
Junibevægelsen kräver enligt sitt idéprogram ett "smalare och bättre EU". EU ska slopa kompetens på områden som inte kräver bindande beslut på gränsöverskridande områden, eller som hör hemma i andra internationella organ, t.ex. försvars- och säkerhetspolitik. Harmoniseringar ska avlösas av gemensamma minimistandarder, så att alla länder har rätt att införa högre standarder t.ex. inom miljö och matvaror. Öppenhet, närhet och demokrati ska vara bärande värden. Makten ska utgå från de nationella parlamenterna, som avgör behovet för lokala, nationella, europeiska och globala samarbetsorgan.
Globalt samarbete genom t.ex. FN och mer jämlik fördelning av världens tillgångar prioriteras högt.
Junibevægelsen betonar att dess politik inte är en specifikt dansk vision. Man strävar efter att omskapa EU tillsammans med likasinnade från andra europeiska länder. Organisationen tar avstånd från EU-centralism, federalism, men även från nationalism.
Junibevægelsen motsätter sig även förslaget till den nya EU-konstitution som anses alltför odemokratisk och centralistisk. Tidigare parlamentsledamoten Jens-Peter Bonde var och är bland de hårdaste kritikerna av konstitutionen.
Junibevægelsens parlamentsledamot Hanne Dahl har föreslagit en folkvald EU-kommission.

### Kritik
Kritiker både bland danska EU-anhängare och EU-motståndare har anklagat Junibevægelsen för att i själva verket arbeta för en federalistisk vision.
En medlem av Junibevægelsens styrelse, Pelle Christy Geertsen, skrev 2005 att han ansåg sig vara en "EU-kritisk federalist", men att det nuvarande EU rör sig mot centralism, inte federalism. Han underströk att han bara gav uttryck för personliga åsikter.

## Historia
Junibevægelsen bildades vid en konferens på Christiansborg i Köpenhamn den 23 augusti 1992. Namnet hänvisar till Danmarks nej till Maastrichtfördraget i folkomröstningen den 2 juni samma år. Rörelsens tre ursprungliga språkrör var Drude Dahlerup och Niels I Meyer från Danmark ‘92 samt Jens-Peter Bonde från Folkebevægelsen mod EF. 
Vid årsskiftet 1992–1993 hoppade tre ledamöter i Europaparlamentet (Jens-Peter Bonde, Birgit Bjørnvig och Ulla Sandbæk) av Folkebevægelsen mod EF för att istället representera Junibevægelsen resten av mandatperioden. Den fjärde ledamoten Ib Christensen blev således ende Europaparlamentarikern för Folkebevægelsen mod EF. 
Junibevægelsen samlade främst folk från Danmark 92, Folkebevægelsen mod EF och den nedlagda ungdomsorganisationen Unge Mod Unionen men även rätt många som saknade tidigare politisk erfarenhet och en del medlemmar från de traditionella partierna.
Junibevægelsen arbetade för ett nej i Danmarks folkomröstningar om Maastricht/Edinburgh-avtalet 1993, Amsterdam-fördraget 1998 och euron 2000.

## Europaparlamentsval
Vid Europaparlamentsvalen har Junibevægelsen fått följande parlamentariker valda: 
- 1994: Jens-Peter Bonde och Ulla Sandbæk
- 1999: Jens-Peter Bonde, Jens Okking och Ulla Sandbæk
- 2004: Jens-Peter Bonde

Under mandatperioden 1999-2004 hoppade Jens Okking till Folkebevægelsen mod EU. Sedan måste han avgå på grund av. sjukdom. Han ersattes då av Bent Hindrup Andersen, som åter representerade Junibevægelsen.
Vid alla parlamentsvalen har Junibevægelsen ingått i tekniskt valförbund med Folkebevægelsen mod EU.